# Chantier de jeunes

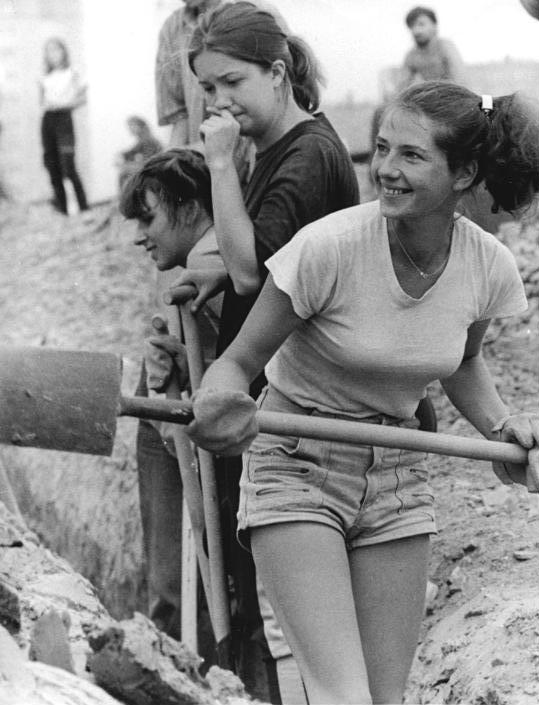
Étudiants allemands travaillant dans les années 1970 à l'extension des lignes de tram 18 et 12 vers Ahrensfelde, dans le cadre d'un camp de travail pour les étudiants en vacances organisé par la RDA. La notion politique des chantiers de jeunes semble aujourd'hui moins connotée politiquement.

Un chantier de jeunes est un rassemblement de jeunes bénévoles ayant pour but la restauration du patrimoine bâti ou la construction de bâtiments. Les chantiers de jeunes sont fréquemment multinationaux et permettent ainsi des échanges culturels. Généralement, ceux-ci se tiennent pendant les vacances d'été.

## Historique
Les chantiers de jeunes existent depuis le XXe siècle, après la Première Guerre mondiale. La plupart des temps, ils avaient pour but d'inculquer des valeurs politisées à la jeunesse. Ils s'inscrivaient d'ailleurs dans des instances de socialisations d'État, telles que les Jeunesses hitlériennes, leurs homologues soviétiques, ou même en France avec les Chantiers de la jeunesse française.